# Tádzsik labdarúgó-válogatott
A tádzsik labdarúgó-válogatott (tádzsikul: тими миллии Тоҷикистон, magyar átírásban: timi millii Todzsikiszton) Tádzsikisztán nemzeti csapata, amelyet az tádzsik labdarúgó-szövetség irányít. A Szovjetunió felbomlása utáni első hivatalos mérkőzésüket Üzbegisztán ellen játszották 1992. június 17-én. Nem indultak a világbajnoki selejtezőkben egészen az 1998-as franciaországi világbajnokságig.

## Története
A Szovjetunió felbomlása utáni első hivatalos mérkőzésüket Üzbegisztán ellen játszották Taskentben 1992. június 17-én, amely 2−2-es döntetlennel zárult. Az 1994-es világbajnokság selejtezőiben még nem indultak, mert a tádzsik szövetség nem volt tagja a FIFA-nak. Az 1996-os Ázsia-kupa selejtezőiben Üzbegisztánnal és Bahreinnel kerültek egy selejtezőcsoportba. Bahrein visszalépett, emiatt csak az üzbégekkel találkoztak és hazai pályán az első mérkőzést 4−0-ra meg is nyerte Tádzsikisztán, a visszavágón azonban hosszabbítást követően 5–0 arányban alulmaradtak. Az 1998-as világbajnokság selejtezőiben négy győzelmet szereztek, beleértve Türkmenisztán 5−0-ás legyőzését – és mindössze Kína ellen szenvedtek vereséget és végeztek a csoport második helyén. 2000. november 26-án történetük legnagyobb arányú győzelmét érték el, amikor világbajnoki-selejtezőn Guam válogatottját 16−0-ra verték. 2006-ban a tádzsik válogatott első jelentős győzelmét szerezte, amikor megnyerte az AFC-Kihívás kupát. A döntőben Srí Lankát győzték le 4–0-ra Dakkában. 1996 és 2019 között egyetlen Ázsia-kupára sem sikerült kijutniuk. A 2023-as torna selejtezőiben azonban megtört a jég, Mianmar 4−0-ás és Szingapúr 1−0-ás legyőzése mellett Türkmenisztánnal játszottak egy gólnélküli döntetlent, ennek eredményekén a selejtezőcsoportot megnyerték és kijutottak.

## Nemzetközi eredmények

### Világbajnoki szereplés
| Év       | Eredmény                 | Hely                     | M                        | GY                       | D                        | V                        | RG                       | KG                       |
| -------- | ------------------------ | ------------------------ | ------------------------ | ------------------------ | ------------------------ | ------------------------ | ------------------------ | ------------------------ |
| 1930     | A Szovjetunió része volt | A Szovjetunió része volt | A Szovjetunió része volt | A Szovjetunió része volt | A Szovjetunió része volt | A Szovjetunió része volt | A Szovjetunió része volt | A Szovjetunió része volt |
| 1934     | A Szovjetunió része volt | A Szovjetunió része volt | A Szovjetunió része volt | A Szovjetunió része volt | A Szovjetunió része volt | A Szovjetunió része volt | A Szovjetunió része volt | A Szovjetunió része volt |
| 1938     | A Szovjetunió része volt | A Szovjetunió része volt | A Szovjetunió része volt | A Szovjetunió része volt | A Szovjetunió része volt | A Szovjetunió része volt | A Szovjetunió része volt | A Szovjetunió része volt |
| 1950     | A Szovjetunió része volt | A Szovjetunió része volt | A Szovjetunió része volt | A Szovjetunió része volt | A Szovjetunió része volt | A Szovjetunió része volt | A Szovjetunió része volt | A Szovjetunió része volt |
| 1954     | A Szovjetunió része volt | A Szovjetunió része volt | A Szovjetunió része volt | A Szovjetunió része volt | A Szovjetunió része volt | A Szovjetunió része volt | A Szovjetunió része volt | A Szovjetunió része volt |
| 1958     | A Szovjetunió része volt | A Szovjetunió része volt | A Szovjetunió része volt | A Szovjetunió része volt | A Szovjetunió része volt | A Szovjetunió része volt | A Szovjetunió része volt | A Szovjetunió része volt |
| 1962     | A Szovjetunió része volt | A Szovjetunió része volt | A Szovjetunió része volt | A Szovjetunió része volt | A Szovjetunió része volt | A Szovjetunió része volt | A Szovjetunió része volt | A Szovjetunió része volt |
| 1966     | A Szovjetunió része volt | A Szovjetunió része volt | A Szovjetunió része volt | A Szovjetunió része volt | A Szovjetunió része volt | A Szovjetunió része volt | A Szovjetunió része volt | A Szovjetunió része volt |
| 1970     | A Szovjetunió része volt | A Szovjetunió része volt | A Szovjetunió része volt | A Szovjetunió része volt | A Szovjetunió része volt | A Szovjetunió része volt | A Szovjetunió része volt | A Szovjetunió része volt |
| 1974     | A Szovjetunió része volt | A Szovjetunió része volt | A Szovjetunió része volt | A Szovjetunió része volt | A Szovjetunió része volt | A Szovjetunió része volt | A Szovjetunió része volt | A Szovjetunió része volt |
| 1978     | A Szovjetunió része volt | A Szovjetunió része volt | A Szovjetunió része volt | A Szovjetunió része volt | A Szovjetunió része volt | A Szovjetunió része volt | A Szovjetunió része volt | A Szovjetunió része volt |
| 1982     | A Szovjetunió része volt | A Szovjetunió része volt | A Szovjetunió része volt | A Szovjetunió része volt | A Szovjetunió része volt | A Szovjetunió része volt | A Szovjetunió része volt | A Szovjetunió része volt |
| 1986     | A Szovjetunió része volt | A Szovjetunió része volt | A Szovjetunió része volt | A Szovjetunió része volt | A Szovjetunió része volt | A Szovjetunió része volt | A Szovjetunió része volt | A Szovjetunió része volt |
| 1990     | A Szovjetunió része volt | A Szovjetunió része volt | A Szovjetunió része volt | A Szovjetunió része volt | A Szovjetunió része volt | A Szovjetunió része volt | A Szovjetunió része volt | A Szovjetunió része volt |
| 1994     | Nem indult               | Nem indult               | Nem indult               | Nem indult               | Nem indult               | Nem indult               | Nem indult               | Nem indult               |
| 1998     | Nem jutott be            | Nem jutott be            | Nem jutott be            | Nem jutott be            | Nem jutott be            | Nem jutott be            | Nem jutott be            | Nem jutott be            |
| 2002     | Nem jutott be            | Nem jutott be            | Nem jutott be            | Nem jutott be            | Nem jutott be            | Nem jutott be            | Nem jutott be            | Nem jutott be            |
| 2006     | Nem jutott be            | Nem jutott be            | Nem jutott be            | Nem jutott be            | Nem jutott be            | Nem jutott be            | Nem jutott be            | Nem jutott be            |
| 2010     | Nem jutott be            | Nem jutott be            | Nem jutott be            | Nem jutott be            | Nem jutott be            | Nem jutott be            | Nem jutott be            | Nem jutott be            |
| 2014     | Nem jutott be            | Nem jutott be            | Nem jutott be            | Nem jutott be            | Nem jutott be            | Nem jutott be            | Nem jutott be            | Nem jutott be            |
| 2018     | Nem jutott be            | Nem jutott be            | Nem jutott be            | Nem jutott be            | Nem jutott be            | Nem jutott be            | Nem jutott be            | Nem jutott be            |
| 2022     | Nem jutott be            | Nem jutott be            | Nem jutott be            | Nem jutott be            | Nem jutott be            | Nem jutott be            | Nem jutott be            | Nem jutott be            |
| Összesen | —                        | 0/7                      | –                        | –                        | –                        | –                        | –                        | –                        |

### Ázsia-kupa-szereplés
| Év       | Eredmény                 | Helyezés                 | M                        | Gy                       | D                        | V                        | RG                       | KG                       |
| -------- | ------------------------ | ------------------------ | ------------------------ | ------------------------ | ------------------------ | ------------------------ | ------------------------ | ------------------------ |
| 1956     | A Szovjetunió része volt | A Szovjetunió része volt | A Szovjetunió része volt | A Szovjetunió része volt | A Szovjetunió része volt | A Szovjetunió része volt | A Szovjetunió része volt | A Szovjetunió része volt |
| 1960     | A Szovjetunió része volt | A Szovjetunió része volt | A Szovjetunió része volt | A Szovjetunió része volt | A Szovjetunió része volt | A Szovjetunió része volt | A Szovjetunió része volt | A Szovjetunió része volt |
| 1964     | A Szovjetunió része volt | A Szovjetunió része volt | A Szovjetunió része volt | A Szovjetunió része volt | A Szovjetunió része volt | A Szovjetunió része volt | A Szovjetunió része volt | A Szovjetunió része volt |
| 1968     | A Szovjetunió része volt | A Szovjetunió része volt | A Szovjetunió része volt | A Szovjetunió része volt | A Szovjetunió része volt | A Szovjetunió része volt | A Szovjetunió része volt | A Szovjetunió része volt |
| 1972     | A Szovjetunió része volt | A Szovjetunió része volt | A Szovjetunió része volt | A Szovjetunió része volt | A Szovjetunió része volt | A Szovjetunió része volt | A Szovjetunió része volt | A Szovjetunió része volt |
| 1976     | A Szovjetunió része volt | A Szovjetunió része volt | A Szovjetunió része volt | A Szovjetunió része volt | A Szovjetunió része volt | A Szovjetunió része volt | A Szovjetunió része volt | A Szovjetunió része volt |
| 1980     | A Szovjetunió része volt | A Szovjetunió része volt | A Szovjetunió része volt | A Szovjetunió része volt | A Szovjetunió része volt | A Szovjetunió része volt | A Szovjetunió része volt | A Szovjetunió része volt |
| 1984     | A Szovjetunió része volt | A Szovjetunió része volt | A Szovjetunió része volt | A Szovjetunió része volt | A Szovjetunió része volt | A Szovjetunió része volt | A Szovjetunió része volt | A Szovjetunió része volt |
| 1988     | A Szovjetunió része volt | A Szovjetunió része volt | A Szovjetunió része volt | A Szovjetunió része volt | A Szovjetunió része volt | A Szovjetunió része volt | A Szovjetunió része volt | A Szovjetunió része volt |
| 1992     | Nem tagja az AFC-nek     | Nem tagja az AFC-nek     | Nem tagja az AFC-nek     | Nem tagja az AFC-nek     | Nem tagja az AFC-nek     | Nem tagja az AFC-nek     | Nem tagja az AFC-nek     | Nem tagja az AFC-nek     |
| 1996     | Nem jutott be            | Nem jutott be            | Nem jutott be            | Nem jutott be            | Nem jutott be            | Nem jutott be            | Nem jutott be            | Nem jutott be            |
| 2000     | Nem jutott be            | Nem jutott be            | Nem jutott be            | Nem jutott be            | Nem jutott be            | Nem jutott be            | Nem jutott be            | Nem jutott be            |
| 2004     | Nem jutott be            | Nem jutott be            | Nem jutott be            | Nem jutott be            | Nem jutott be            | Nem jutott be            | Nem jutott be            | Nem jutott be            |
| 2007     | Nem indult               | Nem indult               | Nem indult               | Nem indult               | Nem indult               | Nem indult               | Nem indult               | Nem indult               |
| 2011     | Nem jutott be            | Nem jutott be            | Nem jutott be            | Nem jutott be            | Nem jutott be            | Nem jutott be            | Nem jutott be            | Nem jutott be            |
| 2015     | Nem jutott be            | Nem jutott be            | Nem jutott be            | Nem jutott be            | Nem jutott be            | Nem jutott be            | Nem jutott be            | Nem jutott be            |
| 2019     | Nem jutott be            | Nem jutott be            | Nem jutott be            | Nem jutott be            | Nem jutott be            | Nem jutott be            | Nem jutott be            | Nem jutott be            |
| 2023     | Bejutott                 | Bejutott                 | Bejutott                 | Bejutott                 | Bejutott                 | Bejutott                 | Bejutott                 | Bejutott                 |
| Összesen | —                        | 1/8                      | –                        | –                        | –                        | –                        | –                        | –                        |

## Játékosok

### Híresebb játékosok
- Szergej Mandreko
- Arszen Avakov

## Szövetségi kapitányok
Megbízott kapitányok dőlttel jelölve.
| - Sharif Nazarov (1992–1994) - Vladimir Ghulamhaydarov (1994–1995) - Abdulla Muradov (1996) - Zair Babayev (1997–1998) - Sharif Nazarov (1999) - Salahiddin Ghafurov (2000–2002) | - Sharif Nazarov (2003) - Zair Babayev (2004) - Sharif Nazarov (2004–2006) - Mahmadjan Habibullayev (2007) - Pulad Qadirov (2008–2011) - Alimjan Rafiqov (2011–2012) | - Kemal Alispahić (2012) - Nikola Kavazović (2012–2013) - Mubin Ergashev (2013) - Muhsin Muhammadiyev (2013–2015) - Mubin Ergashev (2015–2016) - Hakim Fuzaylov (2016–2018) | - Alisher Tuhtayev (2018) - Usmon Toshev (2018–2021) - Mubin Ergashev (2021) - Petar Segrt (2022–present) |

## Külső hivatkozások
- Tádzsikisztán a FIFA.com-on Archiválva 2008. május 22-i dátummal a Wayback Machine-ben (angolul)
- Tádzsikisztán az AFC.com-on[halott link] (angolul)
- Tádzsikisztán mérkőzéseinek eredményei az rsssf.com-on (angolul)
- Tádzsikisztán mérkőzéseinek eredményei az EloRatings.net-en[halott link] (angolul)
- Tádzsikisztán a national-football-teams.com-on (angolul)
- Tádzsikisztán mérkőzéseinek eredményei a Roon BA-n (angolul)
- Tádzsikisztán a transfermarkt.de-n (németül)
- Tádzsikisztán a weltussball.de-n (németül)
- Tádzsikisztán a fedefutbol.net-en (spanyolul)